# Limnophis bangweolicus
Limnophis bangweolicus is een slang uit de familie toornslangachtigen (Colubridae) en de onderfamilie waterslangen (Natricinae).

## Naam en indeling
De wetenschappelijke naam van de soort werd voor het eerst voorgesteld door Robert Friedrich Wilhelm Mertens in 1936. Oorspronkelijk werd de wetenschappelijke naam Helicops bangweolicus gebruikt. De soortaanduiding bangweolicus betekent vrij vertaald 'levend in de Bangweulu' en verwijst naar het verspreidingsgebied.

## Uiterlijke kenmerken
De totale lichaamslengte bedraagt ongeveer 50 centimeter, de slang heeft een cilindrisch lichaam. De kop is moeilijk te onderscheiden van de rest van het lichaam door het ontbreken van een duidelijke insnoering. De ogen hebben een ronde pupil. De lichaamskleur is bruin, met een lichtere tot gele lengtestreep aan beide flanken. De buikzijde kan zowel wit, geel of rood zijn.

## Levenswijze
De slang is zowel 's nachts als in de ochtend actief en jaagt op kleine vissen, kikkers, kikkervisjes, spinnen en kleine insecten zoals termieten, als deze laatsten massaal gaan vliegen. Als de slang wordt vastgepakt kan de staart worden afgeworpen in een poging te ontsnappen, dot wordt wel caudale autotomie genoemd. De vrouwtjes zetten eieren af.

## Verspreiding en habitat
De slang komt voor in delen van zuidelijk Afrika en leeft in de landen Zambia, Congo-Kinshasa, Angola, Botswana en Namibië. De habitat bestaat uit moerassen rond het Bangweulumeer.